# Castelfraiano

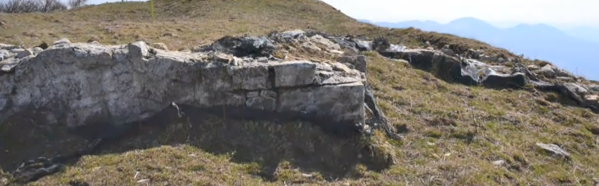
Ruines du château.

Castelfraiano est un château situé dans la commune de Castiglione Messer Marino, province de Chieti, dans les Abruzzes.